# ハリケーンズ (ラグビー)
ハリケーンズ（英: Hurricanes）は、スーパーラグビーに参加するニュージーランドのラグビーユニオンチーム。本拠地はウェリントンウエストパック・スタジアム。

## 概要
ニュージーランド北島南部に位置する7つのラグビー協会（ホークスベイ、マナワツ、ウェリントン、ポバティーベイ、ワンガヌイ、ワイララパ・ブッシュ、ホロフェヌア・カピティ）に所属する選手とドラフト選手により編成されるチーム。
1996年の創設から1999年まで、チーム名は「ウェリントン・ハリケーンズ」だった。
チームカラーは黄色と黒。

## ハリケーンズ・ポウア
2022年から始まった女子のスーパーラグビー大会「スーパーラグビー・アウピキ」に出場する、女子15人制チームを「ハリケーンズ・ポウア（Hurricanes Poua）」という。
「ポウア」は、空の父ランギヌイ大地の母パパトゥアーヌクの伝説にもとづいており、確立する、高める、柱、ゴールポスト、指導者などの意味がある。

## 歴史
1996年創設。
2016年にスーパーラグビー初優勝。

## タイトル
- スーパー14準優勝　1回（2006年)
- スーパーラグビー優勝　1回（2016年)
- スーパーラグビー準優勝　1回（2015年)

## 成績

### スーパーラグビー戦績
| シーズン | 大会名                         | 試合数 | 勝 | 分 | 敗 | 順位 | 参加チーム数 | プレーオフ |
| -------- | ------------------------------ | ------ | -- | -- | -- | ---- | ------------ | ---------- |
| 1996     | スーパー12                     | 11     | 3  | 0  | 8  | 9位  | 12チーム     | ―          |
| 1997     | スーパー12                     | 11     | 6  | 0  | 5  | 3位  | 12チーム     | ベスト4    |
| 1998     | スーパー12                     | 11     | 5  | 0  | 6  | 8位  | 12チーム     | ―          |
| 1999     | スーパー12                     | 11     | 4  | 1  | 6  | 10位 | 12チーム     | ―          |
| 2000     | スーパー12                     | 11     | 6  | 0  | 5  | 8位  | 12チーム     | ―          |
| 2001     | スーパー12                     | 11     | 5  | 0  | 6  | 9位  | 12チーム     | ―          |
| 2002     | スーパー12                     | 11     | 5  | 0  | 6  | 9位  | 12チーム     | ―          |
| 2003     | スーパー12                     | 11     | 7  | 0  | 4  | 3位  | 12チーム     | ベスト4    |
| 2004     | スーパー12                     | 11     | 4  | 1  | 6  | 11位 | 12チーム     | ―          |
| 2005     | スーパー12                     | 11     | 8  | 0  | 3  | 4位  | 12チーム     | ベスト4    |
| 2006     | スーパー14                     | 13     | 10 | 0  | 3  | 2位  | 14チーム     | 準優勝     |
| 2007     | スーパー14                     | 13     | 6  | 0  | 7  | 8位  | 14チーム     | ―          |
| 2008     | スーパー14                     | 13     | 8  | 1  | 4  | 4位  | 14チーム     | ベスト4    |
| 2009     | スーパー14                     | 13     | 9  | 0  | 4  | 3位  | 14チーム     | ベスト4    |
| 2010     | スーパー14                     | 13     | 7  | 1  | 5  | 8位  | 14チーム     | ―          |
| 2011     | スーパーラグビー               | 16     | 5  | 2  | 9  | 9位  | 15チーム     | ―          |
| 2012     | スーパーラグビー               | 16     | 10 | 0  | 6  | 8位  | 15チーム     | ―          |
| 2013     | スーパーラグビー               | 16     | 6  | 0  | 10 | 11位 | 15チーム     | ―          |
| 2014     | スーパーラグビー               | 16     | 8  | 0  | 8  | 7位  | 15チーム     | ―          |
| 2015     | スーパーラグビー               | 16     | 14 | 0  | 2  | 1位  | 15チーム     | 準優勝     |
| 2016     | スーパーラグビー               | 15     | 11 | 0  | 4  | 1位  | 18チーム     | 優勝       |
| 2017     | スーパーラグビー               | 15     | 12 | 0  | 3  | 5位  | 18チーム     | ベスト4    |
| 2018     | スーパーラグビー               | 16     | 11 | 0  | 5  | 4位  | 15チーム     | ベスト4    |
| 2019     | スーパーラグビー               | 16     | 12 | 1  | 3  | 4位  | 15チーム     | ベスト4    |
| 2020     | スーパーラグビー・アオテアロア | 8      | 5  | 0  | 3  | 3位  | 5チーム      | ―          |
| 2021     | スーパーラグビー・アオテアロア | 8      | 2  | 0  | 6  | 5位  | 5チーム      | ―          |
| 2022     | スーパーラグビー・パシフィック | 14     | 8  | 0  | 6  | 5位  | 12チーム     | ベスト8    |
| 2023     | スーパーラグビー・パシフィック | 14     | 9  | 0  | 5  | 5位  | 12チーム     | ベスト8    |
| 2024     | スーパーラグビー・パシフィック | 14     | 12 | 0  | 2  | 1位  | 12チーム     | ベスト4    |
| 2025     | スーパーラグビー・パシフィック | 14     | 8  | 1  | 5  | 4位  | 11チーム     | ベスト6    |

## スコッド
2025シーズンのスコッド（2025年1月現在）
| プロップ - シアレ・ラウアキ - ティレル・ロマックス - テヴィタ・マフィレオ - シャビエル・ヌミア - ポウリ・ラケテ＝ストーンズ - パシリオ・トシ フッカー - アサフォ・アウムア - ジャコブ・ディバリー - レイモンド・トゥプトゥプ ロック - トム・アーレン - ケイレブ・デラニー - ザック・ギャラガー - ジョシュ・タウラ - ウィル・タッカー - イザイア・ウォーカーレアウェレ | フランカー/No.8 - デヴァン・フランダース - ブライデン・イオセ - デュプレシ・キリフィ - ピーター・ラカイ - アレセ・ポリコ - ブレッド・シールズ スクラムハーフ - エレアタラ・エナリ - キャム・ロイガード - ジョーディ・ヴィルジョエン フライハーフ - ブレット・キャメロン - ルーカス・カシュモア - ライリー・ホヘパ | センター - ライリー・ヒギンズ - ビリー・プロクター - ベイリン・サリヴァン - ピーター・ウマガ＝ジェンセン ウイング - カデ・バンクス - ティージャー・クラーク - フェヒ・フィネアンガノフォ - ルーベン・ラヴ - キニ・ナホロ - ヌガニ・プニヴァイ - ダニエル・シンキンソン フルバック - ハリー・ゴッドフレー |
| | | |
| はキャプテン。 | | |

## 歴代所属選手
- ジョージ・コニア
- ディーン・アングレッシー
- フィロ・ティアティア
- ベン・ヘリング
- アラマ・イエレミア
- ジョナ・ロムー
- クリスチャン・カレン
- ダニー・リー
- ダミアン・カラウナ
- ニリ・ラトゥ
- タナ・ウマガ
- アイザック・ボス
- ロドニー・ソーイアロ
- イサイア・トエアヴァ
- コーリー・ジェーン
- コンラッド・スミス
- リキ・フルーティ
- アンドリュー・ホア
- ビクター・ビトー
- タマティ・エリソン
- ティム・ベイトマン
- ハドリー・パークス
- ピタ・アラティニ
- ヘイデン・ホップグッド
- ジェイデン・ヘイワード
- トニー・ランボルン
- ファイフィリ・レヴァヴェ
- アラパティ・レイウア
- アンソニー・ペレニーズ
- レイ・リーロ
- フィンレー・クリスティ
- ジェームス・ブロードハースト
- アンドレ・テイラー
- ネイサン・ベラ
- ジャミソン・ギブソン＝パーク
- アッシュ・ディクソン
- モトゥ・マトゥウ
- ジェームズ・マーシャル
- リチャード・バックマン
- マーティー・バンクス
- ジャック・タファ・ラム
- ブレイド・トムソン
- マーク・アボット
- クリス・イーヴズ
- トア・ハラフィヒ
- ベン・ラム
- イオプ・イオプアソ
- ティアーン・ファルコン
- サム・ヘンウッド
- レニ・アピサイ
- ネヘ・ミルナー＝スカッダー
- ジャクソン・ガーデンバショップ
- トビー・スミス
- サム・ラウシ
- マリー・ダグラス
- ヴァエア・フィフィタ
- リチャード・ジャッド
- サイモン・ヒッキー
- ピタ・アーキ
- ヘイデン・ベットウェル＝カーティス
- リアム・ミッチェル
- ボーデン・バレット
- ルーク・キャンベル
- チェイス・ティアティア
- フレッチャー・スミス
- ブレイク・ギブソン
- ンガニ・ラウマペ
- シウア・マイレ
- ジェームス・ブラックウェル
- ハメ・ファイバ
- サミソニ・フィナウ
- ジャスティン・サングスター
- オーウェン・フランクス
- デイン・コールズ
- ドミニク・バード
- アーディー・サヴェア
- ジェイミー・ブース
- TJ・ペレナラ
- ジョーディー・バレット
- サレシ・ラヤシ
- ジュリアン・サヴェア